# Tucheim
Tucheim est un village de Saxe-Anhalt en Allemagne qui a été intégré en 2009 à la commune de Genthin. Elle fait partie de l'arrondissement de Jerichow-Campagne. Elle comptait 1 349 habitants au 31 décembre 2007. Le village de Ringelsdorf à proximité dépend administrativement de Tucheim. Il est connu pour son château.